# Friedrich Franz Pingel
Friedrich Franz Albert Hans Johannes Pingel (* 8. Juli 1904 in Malchow (Müritz); † 2. November 1994 in Bäk, Kreis Herzogtum Lauenburg) war ein deutscher Kunsterzieher und Maler.

## Leben
Friedrich Franz Pingel, ein Sohn des Postassistenten Johann (Joachim Friedrich) Pingel, besuchte nach seiner Schulzeit in Malchow das Lehrerseminar Lübtheen und war danach von 1925 bis 1928 als Lehrer in Mecklenburg tätig. Von 1928 bis 1932 absolvierte er ein Kunststudium an der Staatlichen Kunstschule für Kunsterziehung in Berlin-Schöneberg. Seine hauptsächlichen Lehrer waren Georg Tappert, Willy Jaeckel, Rudolf Großmann und Konrad von Kardorff. Von 1931 bis 1953 arbeitete er als Kunsterzieher am Gymnasium in Malchin und war Mitglied im Mecklenburgischen Künstlerbund. 1953 folgte die Übersiedlung nach Duderstadt und die Arbeit als Kunsterzieher am dortigen Gymnasium. Nach seiner Pensionierung zog er 1965 nach Bäk bei Ratzeburg. Dort widmete er sich als freischaffender Künstler der Landschafts- und Stilllebenmalerei. Er war Mitglied des BBK Landesverbandes Schleswig-Holstein. Er stand den kunsttheoretischen Gedanken von Gustaf Britsch nahe. Studienreisen führten ihn nach Paris, London, Rom, Athen, Schweden und Jugoslawien. 1983 wurde er mit dem Mecklenburger Kulturpreis geehrt. Friedrich Franz Pingel war Träger des Bundesverdienstkreuzes. Er starb 1994 und wurde auf dem Ratzeburger Domfriedhof begraben.

„Friedrich-Franz Pingel (1904–94), ein aus Mecklenburg stammender Pädagoge, setzte die norddeutsche Landschaft in spätimpressionistischer Weise in stimmungsvolles Licht, er tupfte die Jahreszeiten auf den Ratzeburger See und ließ das Licht um bunte Segelboote flirren.“

Der Kunstbuchbinder Willy Pingel war sein jüngerer Bruder.

## Ausstellungen
- 1984: Jubiläumsausstellung zu seinem 80. Geburtstag in der Stiftung Mecklenburg in Ratzeburg
- 1989: Mecklenburger Künstler in Schleswig-Holstein. Ausstellung Ostholstein-Museum Eutin, 30. Oktober – 19. November 1989
- 2018: „Heimat drei“ – Kunst als Aktion. 40 Jahre Haus Mecklenburg, ehemals Domkaserne, 1978–2018 – Ilse Harms-Lipski, Hans Bunge-Ottensen, Friedrich Franz Pingel. Galerie AC Noffke im Haus Mecklenburg (Domkaserne), Ratzeburg[4][5]
- Ständige Ausstellung in der Klostergalerie, Kloster Malchow (mit Werken von Rudolf Gahlbeck, Sieghard Dittner (1924–2002), Friedrich-Franz Pingel und des in Malchow geborenen jüdischen Künstlers Peter Hesse (1921–2008)).
- Ständige Ausstellung im Museum in der Stadtmühle, Malchin[6]